# Lipowina (Roszowice)
Lipowina – część wsi Roszowice w Polsce, położona w województwie opolskim, w powiecie kędzierzyńsko-kozielskim, w gminie Cisek.
W latach 1975–1998 Lipowina należała administracyjnie do województwa opolskiego.